# Pasque Veronesi

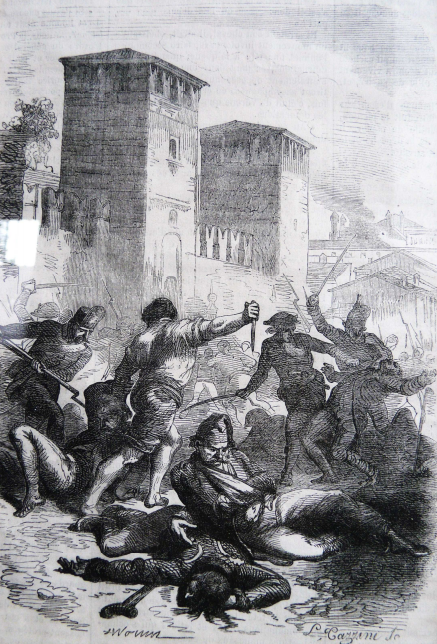
Opstand in Verona tegen de Fransen (1797)

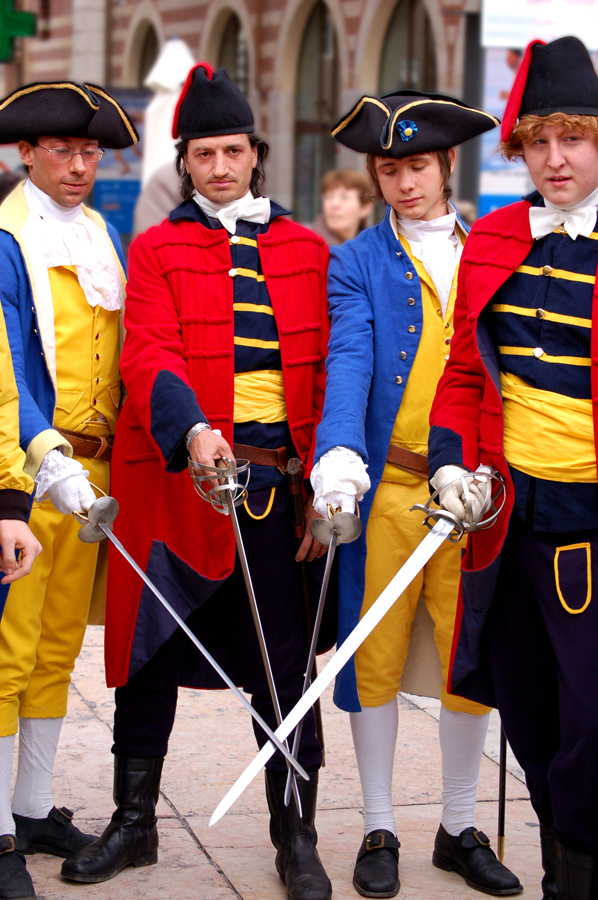
Klederdracht van Veronese milities

Pasque Veronesi of het Veronese Pasen was een opstand van de stad Verona tegen de Franse bezetter. De opstand vond plaats van 17 april 1797, Paasmaandag, tot 23 april 1797. Verona was een stad in de republiek Venetië. Franse troepen onder leiding van generaal Napoleon Bonaparte vochten in Italië tijdens de Italiaanse Veldtocht van 1796-1797; deze veldtocht was het sluitstuk van de Eerste Coalitieoorlog van het revolutionaire Frankrijk. 

## Naam
Napoleon Bonaparte introduceerde de spotnaam Pasen in Verona om de republiek Venetië in diskrediet te brengen.

## Verloop

### Context
Verona was een welvarende handelsstad der Venetianen met 60.000 inwoners. De republiek Venetië had altijd al de oude staatsinstellingen op het Italiaanse vasteland laten bestaan waarvan sommige terug gingen tot de middeleeuwen. Het Franse bewind veegde dit alles weg zodat privilegies en dergelijke niet meer bestonden. Dit was voor de burgerij van Verona enigszins een welgekomen ommekeer doch voor de anderen betekende het Franse regime niets meer dan een terreurbewind.
Verona was door Fransen bezet sinds juni 1796. De Franse troepen in Verona waren niet allen de meest actieven. Er waren 4.000 gekwetste en zieke soldaten. Zij werden verzorgd in de gasthuizen, kerkgebouwen en bij vele mensen thuis. Verona was als het ware een grote ziekenboeg voor de Fransen.

### Opstand
Na de zoveelste opeising verschenen er in de nacht van 16 op 17 april 1797 affiches in de stad. Zij riepen op tot het verjagen van de Fransen en het herstel van de republiek Venetië. In de Via Cappello en op de Piazza delle Erbe braken rellen uit met Franse patrouilles. Bestaande milities namen de wapens op de dagen nadien. Er braken grootschalige straatgevechten uit zodat de Fransen zich moesten terugtrekken in de drie kastelen van Verona. Met kanonnen beschoten de Fransen de stad. De bevolking loste de belegering niet zodat de Fransen op deze drie plekken geïsoleerd zaten. Op 23 april trokken andere Franse troepen Verona binnen. De straf die Napoleon oplegde aan Verona was zwaar. De stad moest 120.000 dukaten betalen aan hem en 50.000 dukaten aan zijn soldaten. Kunstwerken werden opgeladen; de bekendste schilderijen waren de Pala di San Zeno (altaarstuk) van Andrea Mantegna, het Martelaarschap van San Giorgio van Paolo Veronese en de Hemelvaart van Maria van Titiaan. Het zilverwerk uit de kerken werd aangeslagen alsook alle paarden in de stad. De stedelingen moesten 40.000 paar schoenen en kleding bezorgen aan het Franse leger. Romeinse beelden en grafstenen werden losgerukt en naar Parijs vervoerd. Opstandelingen ondergingen lijfstraffen en een tiental burgers werden gefusilleerd. Het verhaal ging door de stad dat de Fransen Italiaanse gekwetsten in de ziekenhuizen ter plekke doodden.
Een maand later, in mei 1797, veroverden de Fransen de hoofdstad van de republiek: de stad Venetië. De republiek hield op te bestaan.

### Herdenking
De stad Verona organiseert regelmatig herdenkingen van deze opstand. Dit gaat gepaard met parades in klederdracht van de milities van toen. In 1997, tweehonderd jaar na de opstand, werd de speciale herdenking onderwerp van een politiek debat; politieke partijen eisten namelijk de historische erfenis op van het Veronese Pasen.